# Adelomyrmex silvestrii
Adelomyrmex silvestrii é uma espécie de formiga do gênero Adelomyrmex, pertencente à subfamília Myrmicinae.